# 和孝镇
和孝镇，是中华人民共和国河南省驻马店市汝南县下辖的一个乡镇级行政单位。

## 行政区划
和孝镇下辖以下地区：
和孝社区、新集村、大庙村、薛岗村、陈屯村、邱井村、梁岗村、林阁村、黄寨村、王楼村、后马村、林楼村、郭庄村、黄屯村、吕屯村和小田村。